# バトルスピリッツ 赫盟のガレット
『バトルスピリッツ 赫盟のガレット』（バトルスピリッツ かくめいのガレット）は、2020年8月28日から2021年4月23日まで、YouTubeにて全5話が配信された、バンダイナムコピクチャーズ（BN Pictures）制作のWebアニメ作品。
本項目では、その続編として2021年10月29日から2022年4月1日までYouTubeにて全4話で配信された『バトルスピリッツ ミラージュ』についても併せて詳述する。

## 概要
トレーディングカードゲーム『バトルスピリッツ』を元にしたアニメシリーズの第10弾。キャッチコピーは「コアの光主は、生まれ変わる。」。
アニメシリーズ前作『バトルスピリッツ サーガブレイヴ』（2019年 - 2020年）に続くWeb配信作品であると同時に、『バトルスピリッツ 少年激覇ダン』『バトルスピリッツ ブレイヴ』そして『サーガブレイヴ』の3作品と世界観を共有した続編として制作されており、公式側はこの一連のシリーズを『異界見聞録シリーズ』と呼称している。そのため作中において、これら3作品の視聴を前提とした部分も散見される。キャストは前作にも演じていた声優が基本であるため、加えて本シリーズの声優も一部起用している。
これまでの「バトルスピリッツシリーズ」に比べ撮影処理が豊富に施されているのが大きな特徴であり、背景やキャラクターの実線にフィルターを掛けることで現代における深夜アニメの様な映像美を実現している。
本作品の制作は、2020年1月24日に決定され、1月26日にBS11で放送された『バトルスピリッツ アニメ祭』ではキャラクタービジュアルが、6月26日にYouTubeで配信された「バトスピNight ～2020 夏の陣～」ではメインキャスト及び主題歌アーティストが、それぞれ発表された。さらに、8月10日に配信された「BANDAI×BN Pictures Festival」にてキービジュアルとアニメPVが公開され、追加キャストも併せて発表された。
第1話の配信日である8月28日にはこれを記念し、「バトスピNight ～バトルスピリッツ 赫盟のガレット 配信開始SP～」と「フォロー&ツイートキャンペーン」を実施。
第4話は当初2021年1月29日の配信を予定していたが、新型コロナウイルス感染拡大による制作スケジュールの遅延から、1週間後の2月5日に延期され、配信後にはTwitterにて『赫盟のガレット』がトレンド入りを果たした。

### バトルスピリッツ ミラージュ
『バトルスピリッツ』を元にしたアニメシリーズの第11弾。キャッチコピーは「赫盟の先にある未来（ミラージュ）」。
前述の通り本作品の続編として、最終回（第5話）の配信日である2021年4月23日に行われた、「バトスピNight ～バトルスピリッツ 赫盟のガレット 最終回SP～」にて制作を発表。公開されたティザービジュアルにはガレット・レヴォと『少年激覇ダン』の百瀬勇貴の姿が描かれ、9月15日にYouTubeで配信された「バトスピ最新情報発表会2021 ～バトルスピリッツミラージュ配信直前SP～」では、キービジュアルとアニメPVが公開され、主題歌も発表となった。
9月24日から10月22日までの5週にわたり、YouTube「BN Picturesチャンネル」にて【5週連続『バトルスピリッツミラージュ』配信記念スペシャル動画】が公開され、その間の10月5日に開催された「サンライズフェスティバル2021 REGENERATION」では、本作品の全5話一挙上映と制作スタッフによるトークショーが実施された。
同作品の配信は2021年10月29日より開始。YouTubeのプレミア公開ではキャストインタビュー付特別編で配信された。また第1話の冒頭は、「バトルスピリッツ サーガブレイヴ コレクターズBOX」の特典小説『バトルスピリッツ 少年激覇ダン 第51話「暁闇」』の一部の映像化ともなっている。12月17日にはYouTube「BN Picturesチャンネル」にて、『「バトルスピリッツミラージュ」大好評配信記念スペシャル』を配信。
2022年1月28日には第2話の配信を記念し、「バトスピNight ~バトルスピリッツミラージュ 第2話 配信SP~」と「Twitter キャンペーン」を実施。
『赫盟のガレット』『ミラージュ』2作品が、受注数に応じて特典が豪華になるBD-BOXとして受注販売。当初、受注期間は4月から5月8日までとされていたが、2022年4月28日から5月27日までとなった。商品化が決定し、12月中頃に発送。

### バトルスピリッツ -コアの光主たち-
2022年1月13日から毎週木曜日22時30分よりTOKYO MXとBS11にて、『サーガブレイヴ』『赫盟のガレット』『ミラージュ』の3作品を全12話を放送。
『ミラージュ』3話、4話は、テレビにて先行放送。

## あらすじ

### 『赫盟のガレット』

#### 第三の種 モーブ
西暦2651年に人類と異界魔族は統一政府を樹立。2661年に魔族殲滅を狙う「人類至上戦線カーディナル・サイン」との戦いを乗り越えて、「争いごとはバトルスピリッツで決める」という手法の元、人類と魔族は協調の道を歩んでいた。
だが数世紀経ったある日を境に、「紫の血」を持つ者達が人間・魔族を問わず多数生まれてくるという異常が起きた。彼らは、人間と魔族を超える暗記力や計算力、つまり「バトルスピリッツでの強さ」に直結する優れた頭脳を併せ持っていた。
統一政府は、紫の血を持つ未知の存在である彼らを「モーブ」と名付け、モーブの安全が確認できる日までモーブを「モーブ特別区」に隔離。
そうして約2世紀半が経過した31世紀。統一政府は大きな戦いがない平和と志を持たない者達ゆえに腐敗が始まり、一方でモーブ達は特別区に閉じ込められたまま人々や魔族から怖がられて抑圧される環境に不満を抱いていた。
3026年、モーブの代表であるルシアン・パークスが、統一政府に「モーブの解放」をかけてバトルに挑む日の朝。モーブと人々が互いを対等に認め合う世界を目指すガレット・レヴォはルシアンのバトルを観戦すべく、そのバトルについてきな臭い情報が水面下で多数流れる中、生まれ故郷の未開発エリアバニラを離れ統一政府の元に向かう。
その夜、ルシアンは普段使わないデッキで意表をつきつつも正々堂々バトルに挑んだが、対戦相手であるザイファーの使うデッキは自分のデッキを完璧に対策したものであり、惨敗を喫す。「自分のデッキ内容が対戦相手に流出していた」と不正を訴えるルシアンだったが、人々には「苦し紛れの言い訳」に映り、乱闘が起きてルシアンは何者かに刺殺されてしまった。その光景を見ていたガレットと、ルシアンの息子ヴァルトはショックを受けるが、その直後になぜか二人は意識がマザーコアとつながりコアの光主に選ばれた。

#### 決意
モーブの支援者である統一政府議員レオニードのはからいでモーブ特別区の学園に編入したガレットは、共にモーブの未来を考えるヴァルトと親交を深めていく。しかし、奸計に嵌められたルシアンの死ゆえに「バトルスピリッツというルールに基づく解決」に不信感を抱いていたヴァルトは、武装蜂起で統一政府を制圧しモーブが新たな支配者となることを考えていた。
更に二人がルシアンの死について調べていくうちにレオニードこそがその死を引き起こした黒幕であり、レオニードはモーブの支援者を装いつつ影からルシアンのデッキ情報を流出させるなどモーブの弾圧と汚職に手を染めた悪人と判明。ヴァルトは父の敵であるレオニードを殺害しようとするもガレットに妨害され失敗に終わる。
3027年、ガレットはヴァルトと、「ヴァルトが勝てばガレットはヴァルトに従って武力蜂起に力を貸し、ガレットが勝てばガレットはヴァルトと袂を分かつ」という条件でバトルを行い、ガレットは勝利して学園とヴァルトの元を去った。
ガレットは亡き父アバレスの遺志を継いで、モーブと人間と魔族が対等に手を取り合う未来のために、父が調べていた伝説の3種のカードを探す旅に出る。
バトルスピリッツを選んだガレット、武力を選んだヴァルト。異界見聞録を携え、見聞録に書かれた予言を語る謎の少年ヴィザルガは、異なる道を選んだ二人のコアの光主達の行方を見定めるのだった。

#### 智恵
3種のカードを集めたガレットは、最後の試練として異界見聞録に書かれた言葉に応じてカード達が指し示した場所である南極に向かうが、南極で待ち構えていたヴィザルガはバトルフィールドを出現させ、ガレットとバトルを行う。
ヴィザルガはバトルの最中、「未来に現れるモーブが人類も魔族も戦乱に巻き込み嘆きに変わる」という予言を記す異界見聞録を著した異界王について語る。
時空を超えて古代の異界グラン・ロロに渡った、後に異界王と呼ばれることとなる男は本能のままルールもなく獣同然に生きていた知恵なき異界人達に言葉・数学・哲学・階級・法律といった『知恵』を授け、異界人達は文明に目覚めた。しかしその後の異界人達の間には、その知性や互いの優劣ゆえの恐怖心から差別や偏見などによる争いが生まれるようになってしまう。知性をもった彼らに暴力が生まれ、暴力が武力を育んだことを異界王は悔いた。
異界王が未来を見て異界見聞録に予言として残したように、高い知力を誇るモーブのヴァルトが武力を持って世界を変えようとしているのは昔のグラン・ロロで起きた悲劇となんら変わりはない。ゆえにヴィザルガはガレットに、繰り返される憎しみと争いを終えるべくかつての『知恵なき世界』を創ることを目指せと諭す。
だが、過ちを正せる智慧の力を信じるガレットはその提案を拒否。「人も魔族もモーブも、差別や偏見を乗り越え、手を取り合い共に同じ景色を見る未来」という無限遠点にある夢を持つガレットは、智慧を持って自分が信じる道を進むことで人々の心を変えていく“革命”を起こすことを決意し、3種のカードが結集し三位一体となったことで生まれた「竜騎士皇帝グラン・ドラゴニック・アーサー」でヴィザルガに勝利する。
肉体を持たないヴィザルガの正体が異界王の魂であることを理解したガレットは、膨大な知恵を持つヴィザルガに手を貸してほしいと頼み、結集した3種のカードの力で異界グラン・ロロに旅立つ。
異界見聞録の予言を覆す決意を固めたガレットの行く末を見守ることにしたヴィザルガは「理想を叶えたいのならば、このグラン・ロロでコアの光主である自分が何者なのかをまず知るべき」とアドバイスし、ガレットは見果てぬ夢に向けて歩み始めた。

### 『ミラージュ』

#### 遠い過去のグラン・ロロ
後に異界王となる男は異界グラン・ロロに文明をもたらし一度祖国に帰還したが、異界の存在は信じてもらえず嘲笑され自分の体験を著した『異界見聞録』も焚書にされ迫害を受けたことで人間の見識の狭さに失望し、故郷を捨てて再び異界へ踏み入れた。
一方ガレットは、現実を前にして理想を貫けるかどうか試練を与えるヴィザルガの導きによって、3種のカードの力によって地球を離れてかつてのグラン・ロロにたどり着いていた。
その時代では、のちに異界王となる男によって知恵が授けられてから月日が流れ文明ができていたが、時空を超えてグラン・ロロに帰還した異界王が人への失望と怒りのままにグラン・ロロ全てを支配しようと武力による侵略をしていた。
ガレットは「圧倒的な武力の前に対話もバトルスピリッツも無力」という現実を見て悩みながらも、白の大陸を治めている白の王と出会う。白の王は優しく高潔な人物であり、異界王による侵略で不安定な政情の中、武力を用いず平和・秩序を保つ手段を模索し続けており、その一環として王の志に賛同した緑の姫との結婚で民達に安心をもたらそうとしていた。
だが結婚式当日、異界王は武力を持って襲撃し蹂躙。白の王と緑の姫が死亡する様をガレットは目撃し、ヴィザルガの魂は「高潔さは武力の前に無力」「理想を叶えたいのならば考えろ」とガレットに言う。ガレットは「グラン・ロロの人々に知恵を与え、人間の在り方を変えることが目標にも関わらず、武力を用いるのは今までの人間と変わらない」と襲撃を終えた異界王に問いかけるが、異界王は「支配するには武力と知恵を使い分けるのが肝要」と述べ、智慧によって人を導き変える手段としてカードを提示するガレットに対し「時代と戦うには未熟」「未完成の理想は聞くに値しない」と言い放ってガレットのコアの光主としての赤のシンボルを砕く。
赤のシンボルを喪ったガレットだったが、その瞬間、自分の魂に新たに白のシンボルが宿る。精神世界でガレットの前に現れた白の王の魂は、ガレットと対話すべくバトルすることに。白の王は理想を掲げながらも異界王に滅ぼされた過去を自嘲したが、ガレットは白の王の理想を肯定する。
だが「理解を深めあうツールであるバトルスピリッツだけではなにか足りない」と悩むガレットに対し、白の王の姿は転生後である百瀬勇貴に変わり、勇貴は「コアの光主として生きるということは、人として新たな価値観を持つこと」と語る。更に勇貴は次の転生であるゾルダー・グレイヴに姿を変え、「人は戦うこと以外の解決策を知らない」と繰り返される争いの歴史について言い、そんな人をどう変えるのかとガレットに問いかける。
転生していった白の王の魂との対話を経て、ガレットはバトルスピリッツと共に、「知恵が暴力を生み、武力を育み差別を広げる」という常識を壊し「人の痛みを消すためには、人類の根底にある価値観を変えていかねばならない」と決意を新たにする。困難であろう道にひるまないガレットを白の王は「白のコアの光主」の継承者として認め、人類の変革を託すのだった。

#### 2年後の地球
ヴァルト・パークスと決別したガレットが異界グラン・ロロへ旅立った後、ヴァルトをリーダーとしたモーブ達による武力決起から2年。
コアシステムプラントを制圧し都市機能や経済機構を掌握したモーブ達は空中要塞を主力とした威圧によりモーブ達を解放させていく快進撃を続けていく。だがヴァルトは、決起でコアシステムプラントを制圧したときを最後に直接武力を用いることは避けていた。
そんな中で、「当たり前の権利を求めるモーブ」と「行き過ぎた権利を認めることは出来ない統一政府」の和平交渉は決裂。
憎しみあうモーブと市井の人間達の銃撃戦も起きる中、モーブ達の決起を境として黄と緑のコアの光主に目覚めたジーヴル産業総帥リイン・ジーヴルは、モーブ達の空中要塞を落とすことが技術的に可能になりながらあえてその情報を統一政府に伝えず、赤と青の光主であるヴァルトと会って「豊かさを持てば人々の差別は少なくなっていく。時間はかかるが、人とモーブは協調していきたい」という自分の考えを伝える。
だがヴァルトは「隙を見せれば、またモーブは利用され蔑まれる」として「モーブが支配者となるか、リインの手で空中要塞を全て落とされて死ぬか」の二択以外を拒否。
人間・魔族とモーブの対立はついに限界へ達しつつあった。

#### 未来のグラン・ロロ
見聞を広げるべく時空を超えてグラン・ロロでの旅を続けていたガレットは、異界の人々が激しい争いからバトルスピリッツを通じて互いの理解を深め寛容になっていった歴史を知り、最後に未来の異界グラン・ロロへとたどり着く。
未来のグラン・ロロは、姿形もそれぞれ異なる異界人達がバトルスピリッツを通じて理解し合いお互いを同じ命として尊重しあう場所だった。ガレットは旅の中で、ゴッツレンやモンザをはじめ多くの異界人達とバトルスピリッツを通じて友情を築いていく。
未来の異界グラン・ロロの在り方に理想と希望を見たガレットは仲間達と話し合い、争い合う人々とモーブを変えるべく、異界人の在り方を地球の人々に伝える「グランリセット」という計画を考える。
ガレットはマザーコアの光主であるマギサと会い、自分の経験・考えを伝えて「グランリセット」をなすために協力をお願いした。
それまでの常識・価値観をリセットする「グランリセット」を起こせば、はじめは異界人と地球人が互いに恐れて差別と偏見が生じることはマギサは勿論他ならぬガレット自身も考えたが、グラン・ロロの歴史を見たガレットは「それを覆すものがバトルスピリッツという対話」と結論を出していた。
そしてゴッツレンやモンザと共に2年後の地球へ帰還したガレットは、「グランリセット」に向けて動き出す。

#### 「グランリセット」
ガレットは、マギサの力も借りて地球の人々に宣言する。6色の光主の力を用いて本来一つであった異界グラン・ロロと地球を再び融合させ、人間・魔族・モーブの価値観とそれまでの常識を破壊し、異界人の出現で姿も寿命も異なる多種族となった地球の人々は新しい道を歩き始める「グランリセット」を決行することを。
一方、自分を邪魔に思うレオニード・ロベスらに謀殺されかけたリインは、ライムらの助けを借りて未開発エリア「バニラ」に一旦身を寄せる。自分が人間の元で生まれたモーブであること・モーブに対する差別を知識としてしか知らずに育ったことをライム達に明かしたリインは、自分の意志で、貧困の中で生きるバニラの人々の世界を見ていった。
バニラに一旦帰ってきたガレットと会ったリインはあまりに過激な「グランリセット」の是非を彼に問うが、同じく地球の人々の反発を当然想定していたガレットはそれでも「グランリセット」を決めた理由を話す。
過去から未来へグラン・ロロを歩んだガレットは、グラン・ロロでの人々の争いがバトルスピリッツという手段によって緩和され、そして互いの価値観を認め合う文化が生まれたことを目撃した。相手の考えを否定せず尊重するグラン・ロロの在り方が地球で広まっていけば、やがてお互いが生きる世界を分かち合えるようになる。「グランリセット」は人々のそのような意識の変革を目的としたものであり、多くの異界人達もガレットの考えに賛同し仲間となってくれた。
ガレットの言葉を聞いたリインは、事態収拾のため統一政府の元へグラン・ロロの大使であるゴッツレンとモンザと共に帰還する。リインにはまだ彼が新たな価値観によって目指す世界が分からなかったが、そんな彼女にガレット達の恩師であるアルス・グリンホルンは「バニラの中でガレット達は種族を気にすることなく同じ命として暮らしていた」と、ガレットの理想はおそらくそこにあったことを伝えた。
統一政府議会で、リインは自分の考えを述べる。バニラを歩く中で自分の中に未知のものを恐れ認めない偏見があったことに気づかされたこと・ガレットが目指す世界とは高い精神性を人々が持った「許容の世界」であることを。そしてこれからの世界を導いていくため、まず自分が変わったという証を見せるべく、リインは保身を捨てて自分がモーブであることを公表する。
ヴァルトの元へ向かったガレットは、「グランリセット」に反対するヴァルトに対し自分の思いと言葉を伝えるべく、カードの力で自分達のバトルを世界に映し出しながらバトルを行う。
かつて武力を否定したガレットに対し、ヴァルトは「武力は地球の歴史そのものであり、正義は武力で正当化される」と述べるが、自身もまた異界王の武力に敗れ、そして未来のグラン・ロロで許容する心を得たガレットは今度はヴァルトを否定しなかった。同時に、「差別をしてくる者達に対して武力で弾圧しても必ず爆ぜて血を流す結果となる」と述べ、それを避けるためには「差別する者に対し自分達から理解を示していくべき」だと語った。だが、自分もガレットも差別によって父を殺された過去を持つヴァルトはその考えを「甘い」と断ずる。
怒りと共に『武力』を掲げる彼に、そして世界の人々に、ガレットは旅を通して自分がたどり着いた「革命」の結論を伝える。自分達の「革命」に欠けていた、それぞれの『理想』・ヴァルトの『武力』・ガレットの『対話』以上に大事なものは『未知』を体験すること。「バトルスピリッツでターンを重ねるように互いの理解を重ねていき、敗北を認めるように相手を受け入れる」ような未知を恐れず相手を理解していく心がこれからの人々に必要なものであると言うことを。
ガレットに敗北したヴァルトは「『未知』を体験する」という言葉を受け止め、「一緒にグラン・ロロを旅して未知を体験してみたかった」と吐露しながらガレットと和解。結集した白と紫の光主ガレット・赤と青の光主ヴァルト・黄と緑の光主リインは、「グランリセット」を決行。グラン・ロロと地球は融合し、異界人達と地球人達の邂逅が始まった。異界人達は市井の地球人達に恐れられながらも、一方でリインの行動を見た統一政府議会は大使であるモンザと友好を交わす。
人の価値観が塗り変わっていくには、膨大な時間がかかるが、世界の在り方が変われば少しずつでも現実は変わっていく。ガレット達の手によって、新たな時代は始まった。
高次の世界で異界王の魂は、「ガレットによって異界見聞録の予言が覆されたこの未来は、理解と寛容の時代を経て、新人類であるモーブがリインのようにこれからも数を増やし、赤き血である人間も魔族もいずれ淘汰されていく」と予見する。同時に、かつての赤の光主の魂は、「ガレットの革命を経た人類は『対話』によって成熟し、その過程は大きな争いにはならない」と語るのだった。

## 登場人物

### 主要人物
ガレット・レヴォ(Gallet Revolt )
声 - 櫻井孝宏、漆山ゆうき（幼少期）
本作品の主人公であるモーブの少年。未開発エリア「バニラ」の生まれ。
物静かな性格だが、根は穏やかで思いやりがあり、亡き父アバレスの思いを受け継ぐことを強く心に秘めている他、バトルで勝っては得た食料をバニラに持ち帰るなどバニラの孤児達からも慕われている。この時代でも「実物の良さがある」としてスキャンしたデータではなく実際の本で歴史書を読むなど古いものにも理解を示す。父が何者かによって銃殺された過去もあって武器には忌避感があり、武力による変革は憎しみをもたらし歴史の愚行を繰り返すものと危惧しつつ、単なる理想論や目的による手段の正当化といった極端に走らずどうすれば人は変わっていけるのかを考え続け行動している。父や白の王の死を見ても、憎しみに囚われないようにする強い忍耐力と信念の持ち主。
ルシアンの死を目撃したことを契機に、「紫のコアの光主」に選ばれており、【転醒】によって「赤のコアの光主」へと変化する。父の育った場所を見たいという思いからモーブの学園に入り、そこでヴァルトと親交を深めるが、モーブの未来のためとはいえ武力行使を望むようになったヴァルトと袂を分かつ事になる。ガレットはモーブと人々がお互いを理解し共に歩むことが出来る未来を目標とし、その手始めとして父が探そうとしていた3種の伝説のカードを全て集めるべく旅に出て、集めた3種のカードが示す場所である南極へとたどり着いた。南極で待ち構えていたヴィザルガとのバトルを通じ、自分自身の行動によって人々を感化し心を変えていくことで差別と偏見を根絶する“革命”を起こすという思いを固める。バトル後、集めた3種のカードの力で異界グラン・ロロへ行き、ヴィザルガから「自分を知ることからはじめよ」と忠告を受け、グラン・ロロでの旅を始めた。
異界では時空を超えて旅を続け、過去の世界では武力で蹂躙する異界王に自分の未熟な理想を否定されて赤のシンボルを砕かれながらも、白の王の魂との対話を通じて自分の理想を固めて白のシンボルを新たに宿し、紫と白のコアの光主となった。未来のグラン・ロロでバトルスピリットを通じて互いを認め合う世界に理想を見いだし、そこで得た仲間達と共に「グランリセット」という計画を考える。
『赫盟のガレット』では、紫主体で赤を混ぜたデッキを使用し、キースピリットは父から受け継いだ“モーブを象徴するカード”「竜騎士ソーディアス・ドラグーン／龍騎皇ドラゴニック・アーサー」。ヴァルトとのバトルで初使用。ヴィザルガとのバトルでは、3種のカードの力が結集したことでキースピリットが変化した「竜騎士ソーディアス・ドラグーン／竜騎士皇帝グラン・ドラゴニック・アーサー」を切り札とした。
『ミラージュ』では、異界王によってコアの光主としての赤のシンボルを砕かれたが、新たに白のシンボルを宿し、白と紫の新たなデッキを手にした。切り札は「冥騎皇ドラゴニック・アーサー／翼神機グラン・ウォーデン・ツヴァイ」。転醒に際して「白のコアの光主」としてのバトルフォームになる。
ガレットのバトルフォーム装着及び転醒による変身シーンは、コンセプトデザイナーの石川てつやによる演出。
名前の由来はスカーレットから。ヴァルトとは紫繋がりを意識して付けられた。
監督である渡辺正樹は「今回のコアの光主のうちヴァルトだけは過去の光主の転生ではない」と語っており、「ブリザードウォール」を掲げるガレットと馬神弾の場面など、ガレットは白の王が転生した姿であることが示唆されている。
『ミラージュ』第1話配信日の翌日には、『ミラージュ』でガレットが使用したデッキをモチーフにした「バトスピエントリーデッキ 紫翼の未来」が発売された。
ヴァルト・パークス(Varte Parx)
声 - 福山潤
モーブの統治者であるルシアンの息子である少年。穏やかな物腰で接するが、人間や魔族のモーブへの差別に強い憤りを覚えており、加えてバトルスピリッツを用いてその差別を打開しようとした父が罠に嵌められて非業の死を遂げたことを契機に、武力決起を考えるようになった。そのため、親友であったガレットと袂を分かつ事になってしまう。また、ルシアンの死を目撃したことを契機に、「赤のコアの光主」に選ばれており、【転醒】によって「青のコアの光主」へと変化する。
モーブが人間・魔族によって差別されており、父がバトルスピリッツという正当な方法ではその現状を打破できなかったゆえに、モーブが武力を持って統一政府を制圧・支配しモーブを差別から解放することを目標とするが、その結果、モーブ以外の種族に対する排他的感情が一層強くなってしまった。ただ、ガレットからの決別のバトルでは「父ルシアンに自分が歩む道を誇れるのか」と言われた時には答えを窮していた。そしてガレットとの決別後、ルシアンの死も「父はバトルスピリッツの弱さを教えてくれたこと」として受け入れ、父とは違う道を歩む覚悟を決め、武力蜂起に向けて行動を開始し、ついにモーブ独立運動の総帥として蜂起する。空中要塞を起動してコアシステムプラントを制圧し、統一政府のライフラインを握った。
2年後にも進撃を続けているが、自分の双肩にモーブの行く末がかかる重圧から暗い表情をしている。また、統一政府と和平交渉も行っているが、「当たり前の権利」として統一政府側に不当な要求を行い、全く譲歩しようとしないやり方から、「行き過ぎた権利の主張は脅迫と変わらない」と統一政府側からの反感を悪化させてしまう事になっており、全面的な武力衝突の危険が高まる一方となっている。一方でガレットから言われたこともあってか、部下達から武力を望まれても武力は使用せず制圧したコアシステムプラントを操作することによる威圧に留めており、「できる限り武力を使わずモーブが支配者となる」ということにこだわっている。同時に自分達を迫害してきた人間・魔族達への怒りは消えておらず、リイン・ジーヴルからジーヴル産業はシステムの弱点を見つけたモーブの空中要塞全てを落とすことが出来ると言われても「再び搾取されないよう統一政府との協調は出来ない」として強硬姿勢は崩さなかった。
最終的にガレットにバトルで敗れ、「未知を体験すること」という答えを述べたガレットに対し、自分の考えを改めて新たな世界を導くための「グランリセット」に協力した。
『赫盟のガレット』では、「異魔神ブレイヴ」を投入した赤デッキを使用。キースピリットは「爆覇龍エクスプロード・ドラゴン／爆覇造神ビックバン・ゴレム」。
『ミラージュ』では、青のデッキ破壊デッキを使用しており、キースピリットは「塔神機兵ソリドゥス・ゴレム／帝王機龍ダイナスティ・ドラゴン」。
ヴァルトのバトルフォーム装着及び転醒による変身シーンは、ガレット同様石川てつやによる演出。
名前の由来はコバルトから。ガレットとは紫繋がりを意識して付けられた。
ヴィザルガ・ベラジオ
声 - 小山力也
謎の少年。異界見聞録を手に持ち「異界見聞録を語る者」を自称する。肉体は持たず、バトルフィールドなど様々な場所に自由自在に顕現する。ガレット、ヴァルト達の行く先で現れ、人類と魔族に変革の時をもたらす「コアの光主」の行く末を見定める。
3種のカードを集めカード達が示した場所である南極にたどり着いたガレット達の前に姿を現しバトルを挑む。その正体は「異界王」の魂。知恵を持った人間達の争いを見続けた自分がたどり着いた「人間から知恵を無くすべき」という新たな結論を語ったが、智慧の力で変わりゆく人間を信じ人々の心を変える革命を起こす決意をしたガレットはその提案を拒絶しヴィザルガは敗北。異界王としての膨大な経験と知恵をもつヴィザルガにガレットは力を貸して欲しいと頼み、ヴィザルガは3種のカードの力でガレットをかつての自分がいた過去のグラン・ロロに導き、厳しい現実を前にしてガレットが理想を持ち続けられるか試練を与えている。
「幻羅星龍ガイ・アスラX／幻羅星龍ガイ・アスラX -転醒絢爛-」を切り札とする赤デッキを使用。
名前の由来はサンクリット語で開放を意味するヴィサルガから。

### 未開発エリア「バニラ」
ライム
声 - 佐倉綾音
魔族である少女。機械やネットワークに強いハッカー。幼い頃にモーブだからと言う理由でいじめられていたガレットを紫の血も恐れずに助け、彼と知り合いになる。ガレットを信頼しており、ガレットのために情報を集めたり共に行動したりと優しい性格。ガレットからも父アバレスの形見である情報を預けられるなど信頼されている。
ルシアンとザイファーのバトルの日には何か不穏なことがあると情報を集めていたり、レオニードの不正・汚職の証拠を集めたりと優秀な情報収集能力を持つガレットの情報屋。また、機械を弄ることが得意でもあり、使えなくなっていた水陸空両用車をレストアして使えるようにしている。
2年後は髪を少し切っている。クックと共にバローネの元に身を寄せつつ、ガレットの行方を探っているが手がかりはなく元気がない。帰還してきたガレットが「グランリセット」という世界をひっくり返すことを宣言する姿を見た際にも、「ガレットは成し遂げるだろう」と信頼は揺るがなかった。
クック
声 - 小平有希
ガレットの強さに憧れている人間の少年。料理の達人で、ガレットがバトルで勝ち取ってきた食材で調理をする。
クックは料理を作ってくれることから、スタジオの女性スタッフの好きな男性キャラの中で一番人気だったとのこと。
アバレス・レヴォ
声 - 喜山茂雄
ガレットの父。モーブ専用区を飛び出し、バニラを拠点として伝説のカードを探していた。しかし、ガレットが幼い頃に何者かに暗殺された。「人とモーブの心を隔てるゲートを開きたい」という理想を持っており、その考えは息子に受け継がれている。
ルシアン・パークスとは親友であり、モーブ専用区を飛び出す際には、武力蜂起に走ろうとするルシアンに「誤った武力は互いの心に壁を作る」と諫め、コアの光主について調べる自分の考えを伝えていた。
ガレットの母
声 - 小平有希
幼少時、喧嘩をして怪我をしたガレットの治療をした。魔族寄りのモーブのため耳が尖っている。

### モーブ特別区
ルシアン・パークス(Lucian Parx)
声 - 増元拓也
ヴァルトの父親。モーブ特別区の統治者でモーブ最高のカードバトラー。ザイファーとは過去何度もバトルをしてきた仲。
モーブ特別区からのモーブ解放を目指して、普段使わない「異魔神ブレイヴ」主体のデッキで意表をつくという準備をし、その解放の承認を賭けて統一政府側の代表であるザイファーとバトルを行う。しかし、ザイファーのデッキは自分のデッキを完璧に対策していたものだった。ゆえに敗北後、相手の不正とその調査を主張するが、その姿は観客だった人間と魔族には「いさぎよく敗北を認めない見苦しい姿」に映ってしまう。激怒した観客とルシアンを守ろうとするモーブ達の乱闘に発展してしまい、ルシアンはザイファーから逃げるよう言われた直後、何者かに刺されて死亡してしまった。
2976年生まれで3026年に死亡。
実は後の息子ヴァルトと同じように武力蜂起に走ろうと考えた時期もあったが、親友であるアバレスに諫められ「バトスピにはもっと大きな力がある」と言われた過去があった。
ロベス・ティエイル
声 - 子安武人
モーブ独立を目指し、統一政府に対して蜂起したヴァルトに付き従う参謀役の男。統一政府に対して強硬的な姿勢を崩さない。
2年後にはモーブの代表となったヴァルトやモルガンに「大人の駆け引き」について教えているらしいが、統一政府側との和平交渉の様子からも、その内容は交渉どころか強大な力を後ろ盾にした恫喝も同然となっており、徒に統一政府側を刺激する事態となっている。
実際は、2年を経て統一政府と交渉を続ける日々の中で「金は誰のことも差別しない」「財力こそ社会そのものであり、モーブには財力が必要」という結論に至っており、ヴァルトを離反し密かにレオニードと密通。統一政府とモーブの膠着状態を維持することで自分達に資金援助がされる仕組みを作り、市井の人間とモーブ達が憎しみ争いあう裏で、財をなしていくことを考えた。その過程でモーブ全てを救おうとするヴァルトを抹殺しようとするが、その裏切りはスノウに見抜かれており反乱は失敗。ヴァルトの慈悲による恩赦をかけたバトルでも敗北し、拘束された。
バトルでは、かつてのヴァルトのものと似た赤デッキを使用。ヴァルトが使うデッキ破棄への対策をしており、「フューリー・ゴレム」を切り札として用いる。
ベリオ・プレブス
声 - 田中健大
ヴァルト総帥の部下。魔族の姿をしたモーブの男。モーブを殺すことに迷いがない人間や魔族に強い憎しみを持つ。
モーブの武装蜂起の2年後、モーブと人間の銃撃戦でモーブ側が13名死亡したにも関わらず、統一政府側に対してエネルギー供給の一次停止と声明発表という抑えめの報復しかしないヴァルトにいらだち抗議し、アルス・グリンホルンを見せしめとして処刑しようとヴァルトに訴えるが「これからの世界を導くべきモーブが、愚かな人間の真似をすることは許さない」と拒否される。ついには独断でアルスを処刑しようとしたが、ヴァルトに見つかり失敗。武力を使おうとしないヴァルトを非難したが、その武力の象徴である銃を用いてベリオ自身が処刑されかけるという罰を受けた上で拘束された。
レイター
声 - 下川涼
ヴァルト総帥の部下。青髪の男。ベリオ・プレブスに賛同しアルスを処刑しようとするも失敗し拘束された。
ラトーレ
声 - いなせあおい
ヴァルト総帥の部下。茶髪の女性。ベリオ・プレブスに賛同しアルスを処刑しようとするも失敗し拘束された。

#### 学園
アルス・グリンホルン
声 - 緒乃冬華
モーブの学園で教師を務める人間の女性。モーブを差別せずモーブに理解を示し、自ら志願してモーブ特別区で働いている。グリンホルン家は代々統一政府で働いてきた名家と言うこともあって統一政府議会にも顔が利き、ブランドンは彼女を「お嬢さん」と呼んで頭が上がらない。グリンホルン家の家訓である「バトルフィールドの外に目を向けよ」を大事にしている。
ルシアンの死後、反モーブ活動の活発化やモーブに不利益な法案が通ったり、平気でモーブに限らず弱者を虐げたりする、腐敗した統一政府の現状を憂いており、ヴァルトが武装蜂起を考えていると知っても、これからの時代には変革が必要と考えヴァルトの仲間になることを申し出た。ヴァルトとガレットがレオニード恐喝容疑で捕らえられた際には、統一政府に顔が利くことと教師という立場によりヴァルト達を牢から解放して保護している。
ヴァルトの蜂起後は、モーブに寄り添った過去やヴァルトの恩師という立場もあり教育の場を引き続き任されてこそいるが、軟禁状態で監視されている。授業は中継映像を通して行われ、もしヴァルトに対して批判的な言動を取れば授業の中継映像は打ち切られている。
モルガンによって軟禁状態から逃がされた後は、一度バニラに身を寄せ、リインと共に統一政府議会に帰還。ヴァルトと独断で接触し異界人大使を連れてきたリイン達を拘束した知己の魔族主幹イガムに対し、彼も知っているグリンホルン家の家訓を投げかけ、イガムがリイン達の言葉に耳を傾けるきっかけを作った。
監督の渡辺正樹によれば、ユース・グリンホルンの子孫であるとのこと。
モルガン・バクスター
声 - 阪口周平
モーブ。ヴァルトの同級生である眼鏡をかけた小太りの少年。倶楽部・ロロを創設したメンバー。異界見聞録にも精通する。ヴァルトを信じ彼に従う反面、彼のやり方や考えが本当に正しいのか疑問も抱いており、またヴァルトと決別して去って行ったガレットの事も気に掛けている。その後、ヴァルトからはザイファーの家族の救出作戦を任されているが、引き連れていたメンバーが監視していた統一政府側の兵士達を殺害しているシーンが示唆されている。
2年後にはロベスから指導を受けつつヴァルトの補佐をしているが、過激なやり方を厭わなくなっていく彼のやり方を心配し、やつれている様子を見せている。また、ヴァルトの行動を肯定し続けるロベスにも不安を抱いており、その事について幽閉同然の身となっているアルスに語っている。そのため、過激化したモーブによってアルスが殺されかけたことを機に、彼女をバニラへと逃がす手助けを行った。
スノウ・マクレイン
声 - 長縄まりあ
モーブ。幼い頃にモーブ特別区に連れてこられた孤児。口数は少ないが、毒舌を容赦なく吐く無表情な少女。苦労人ゆえか、ヴァルトの武装蜂起計画にも真っ先に賛同していた。相手の手札を読むことが得意。
2年後には髪を伸ばしており、口数も増えた。時には身を挺して庇うほどにヴァルトを強く信頼しているが、それゆえに独断でアルスを解放しようとしたモルガンの「裏切り」にも容赦なく銃口を向け拘束したこともあった。相手の手札を分かるほどの敵の策略を読める自身の頭脳を活かし、ロベスの裏切りに早めに感づいてヴァルトに報告していた。モーブ空中要塞が反モーブ勢力によって襲撃された際には、敵の母船を特定した見せた。

### 統一政府
リイン・ジーヴル(Rin Jivre)
声 - 本多陽子
人間の女性。世界経済の中心であるコアシステム業界の権威であるジーヴル家の娘であり、レオニードからは「お嬢様」と呼ばれる。ジーヴル家は影の権力者と言ってもいいほど統一政府に対して非常に強い影響力を持っており、リインは亡くなった父からその権力を引き継いで現在はジーヴル産業総帥となっている。
モーブの武装蜂起やヴァルトが父の非業の死を語りつつレオニードの不正を公開し人心をつかもうとしたことに対しても、「セオリー通りの脅迫」「ヴァルトはレオニードという分かりやすい敵を作った」と述べるなど冷静さと胆力を持つ。2年後には統一政府使節団の一員としてモーブとの交渉に臨むも、モーブの主張する権利を全ては受け入れられず交渉は決裂してしまった。
実はモーブ達の武装蜂起の際に、「黄のコアの光主」に選ばれており、【転醒】によって「緑のコアの光主」へと変化する。以降、モーブもまた自分達人間や魔族と同じ命として尊重するようになる。「豊かさがあれば争いは減り、争いが減れば差別と偏見は減る」と考え、ヴァルトに対して歴史の争いに終止符を打つべく協調を求めるが、「隙を見せればモーブはまた利用されて蔑まれる」と考えるヴァルトには拒絶されてしまった。
邪魔な自分とヴァルトを殺そうとするレオニードやロベスの企みにより襲撃を受けた際、ヴァルトを庇ったスノウが出血で死にかけたため、血液型が合う自分の血を提供。実はリインも人間であるジーヴル家のもとに生まれたモーブであり、父の意志で人間として跡継ぎとして扱われ、手厚い教育を受けてきた。それゆえにモーブでありながらもモーブに対する差別を情報でしか知らなかった。
バニラで見たこと、ガレットの考えを聞いた上で、行き詰まりかけた今の世界を変えるべく彼の「グランリセット」に協力することを選択した。
黄と緑の混色デッキを使用。キースピリットは「天王鳥ストレリチア／天帝ホウオウガX」。
監督である渡辺正樹は「今回のコアの光主のうちヴァルトだけは過去の光主の転生ではない」と語っており、「天帝ホウオウガX」を扱うリインは緑の姫が転生した姿であることが示唆されている。
MC健大
声 - 田中健大
ルシアンとザイファーのモーブの解放を賭けたバトルを行うイベントでの司会を務めた。
2年後、ガレットが異界グラン・ロロと地球を融合させる「グランリセット」を宣言した後は、ニュース番組キャスターとして21世紀に一度地球と異界が融合した「異界王事件」について伝えている。
イガム
声 - 浜田賢二
モーブ独立運動から2年後、魔族主幹を務めている男。魔族と人類双方のことを考えて行動している。『バトルスピリッツ ブレイヴ』で登場し、統一政府の樹立当時に尽力した暴将デュックの子孫。
モーブとの戦争は望まないながらもヴァルト率いるモーブ陣営を当然快く思わずモーブに対しては差別意識があったが、知己であるアルスから「バトルフィールドの外に目を向けよ」と言われたことで、議会に伝えたいことがあるリインと未知の存在である異界人大使であるモンザの言葉に耳を傾けることを選んだ。

#### レオニード一派
グレアム・レオニード
声 - 白熊寛嗣
統一政府議員を務める壮年の人間の男性。モーブ支援委員会会長で、部下達からは「会長」と呼ばれる。
表向きはモーブを支援しており、モーブが恐れられる理由は「モーブが未知の存在であるため」とガレットに語っているが、裏では脱税と言った汚職に手を染めたり、モーブに不利な法案を通したりとモーブを自分の都合のいいように利用している悪徳政治家。
そのため、その事実を知ったヴァルト達に引退を持ちかけられるも「不正の証拠はねつ造として世間で扱われる」と悪びれもしない態度から、怒りに駆られたヴァルトに殺されかけ、表向きは健康を理由として政界を引退。しかし、「院政」を敷いておりその影響力は健在。
ヴァルトの武装蜂起に際しては、自身の不正をヴァルトに暴露されてモーブ蜂起の正当性と人々の憎しみを向けられる「分かりやすい悪役」に選ばれた。一方、自分に怒りを向け情報を精査することもなく感情のままに詰め掛ける市民達に対しては、「彼らにはその不正が本物か偽物かどうでもよく、混乱の原因を誰かのせいにしたいだけ」と人間と魔族に失望しきった様子を見せ、屋敷を出て隠し通路から逃れた。
2年後には、ご意見番として統一政府会議の場にも招集されている。裏でモーブのロベスと通じており、彼の入れ知恵を通じてリインの失脚を狙っている。軍産複合体であるフィクサーの手先として暗躍している。ゆえに、モーブ空中要塞を技術的に落とせるようになった後は、反モーブ勢力を扇動したようでモーブと統一政府の戦争をたきつけ、その戦争を通じて利益を得ようとしたが、議会に直接姿も出さず安全圏で意見を述べる姿からイガムにはその意見を無視された。
ザイファー・トライ
声 - 山根雅史
モーブであるが、統一政府に仕えているカードバトラーの男。外見は魔族。そのバトルの腕前を統一政府に認められ、ルシアンと共に政府専属のバトラーとなった。モーブとまともにバトルできるのはモーブということもあり、統一政府のためにモーブとバトルを行ってきた。
モーブ解放を賭けたルシアンとのバトルでは、ルシアンの「異魔神(いまじん)ブレイヴ」デッキに対して、完全に対策した「ブレイヴキラー」デッキを使用し完勝した。
当人としてはカードバトラーとして勝利を重ねれば家族に最上級の暮らしが保証されると言われていたが、実際はザイファーの裏切り防止のため妻子をレオニードに人質に取られているような状況であり、モーブ解放を賭けたルシアンとのバトルでもルシアンのデッキデータを事前に渡され、ザイファー本人の意志と関係なく勝利を強制されていた。
ルシアンの死から約1年、武力によるモーブ解放を決意したヴァルトがザイファーを呼び出しバトル。ヴァルトによってザイファーの妻子を解放され、ヴァルトに仲間になることを勧誘されると、一度レオニードの屋敷に戻り、ヴァルトにカードを転送しつつザイファー自身はガブラによって粛正された。
ガブラ・ダウ
声 - 間宮康弘
鬼のような容姿の魔族。レオニードの用心棒。モーブに対する差別意識は強い。モーブとのバトルでは、頭脳の差を埋めるためにバトルシミュレータというサポートメカを用いる。見た目ゆえか、ヴァルトとの対戦時には観戦していたスノウに「キモい」と罵倒されていた。
モーブ蜂起の際は、レオニードの汚職やモーブ弾圧がヴァルト達の手で暴露され、レオニードの屋敷に怒り詰めかける人々の対応をレオニードに押し付けられて彼らの暴行を受ける羽目になってしまった。
緑の系統「樹魔」デッキの使い手。「ガブノハシ(リバイバル)」を効果的に用いる。

#### 人間専用区
ブランドン
声 - 新井良平
人間のみが入ることが許される専用区を治める男。普段は住民達にコンサートを開くといった興行を行っており、人間の女性からはアイドル的な人気を誇る。「魔族もモーブも起源は人間」として人間至上主義を掲げ、魔族やモーブを露骨に見下す。「俺レベルになると…」が口癖の尊大な自信家。かつて人間達からの支持を取り付けて統一政府の人類主幹にまでなったが、その人間優遇政策ゆえに他の層からあっという間に支持を失い「至上最も短命な人類主幹」として職を辞して今に至る。アルスとは旧知の仲で彼女には頭が上がらず「お嬢さん」と呼ぶ。
ガレットが伝説のカードを求めて人間区に侵入したため捕縛するが、保管していた「シーズグローリー」をガレットがコアの光主の力で呼び出し、カードを賭けてガレットとバトルを行い敗北。人間も魔族もモーブも差別せず手を取り合う未来を信じ、自分に手を差し出すガレットを前にして自分の人間至上主義を改め、ガレットの手を取った。以降はガレットと親睦を深め、自身が持つ沢山の歴史書をガレットに貸している。
2年後にはモーブと人間の衝突を避けるためにモーブの権利を一部認めることを統一政府に主張したが、あまり受け入れられずに難航。ヴァルト達独立勢力モーブとの交渉にも統一政府使節団メンバーとして赴くが、モーブの主張する権利を全ては認められず交渉は決裂し、自分の力不足を嘆いた。
最終的に、ガレットが「グランリセット」前に連れてきた異界人大使であるモンザに自ら手を差し伸べ握手を交わす等、他種族を許容するようになるほど大きく成長した。
「大天使イスフィールX」をキースピリットとする黄色主体のマジックデッキの使い手。緑や青など他色マジックも投入し、人間ながら自信に違わずガレットを追い詰める実力者。
監督の渡辺正樹によれば、直系かどうかは決めていないが、クラッキー・レイの子孫であるとのこと。
フォログラム音声
声 - 松田修平
人間専用区ゲートにて、魔族やモーブが進行を試みた場合に警告を行う。
警備員
声 - 富岡泰崇

### とある島
バローネ
声 - 浪川大輔
統一政府の初代魔族主幹を務めた男。バイザーをつけているが、魔族は長命のため容姿はあまり変わっていない。現在は政界からは距離を置き、島の統治者として、統一政府のやり方を好まず島にやってきた人も魔族もモーブも差別することなく受け入れている。「異界見聞録」も熟読している。
“魔族のカード”を求めて島にやってきたガレット達と対面し、ガレットが手に入れた3種のカードの解析を行った。解析中、ガレットとバトルを行い、昔と変わらず「月光龍ストライク・ジークヴルム」を使用。本人曰く「色々試すが、自分には白の系統『武装』が合う」とのこと。ガレットの問いかけに対し「皆が持つ自分自身の色・血の色を変えることは出来ないが、コアの光主なら未来を変えることは出来る」と語りガレットを励ました。3種のカードが示す場所である南極に向かったガレット達を見送り、ある男を想起していた。
服装のイメージは花魁。脚本段階では初老の容姿だったが、作画スタッフの要望により姿は余り変わらず肌や髪の色が少し薄くなる程度に留まった。
バローネのデバイスは、キースピリットの「月光龍ストライク・ジークヴルム」と同じカラーリングとなっている。
執事
声 - 神谷伶美
バローネの島で執事を務める女性。

### 過去の異界グラン・ロロ
『ミラージュ』で登場。
異界王（いかいおう）
声 - 小山力也
大航海時代の人間。本名は「ラミロ・アルフォンゾ・カルリートス・デ・フェルザドゥリーア」。かつて時空を超えて太古の異界グラン・ロロに偶然たどり着き、獣同然だったグラン・ロロの人々に知恵を与えて文明が出来るきっかけを作った。その後地球に帰還し、祖国で「異界を植民地にすべき」と進言するも人々は異界を信じず嘲笑。ラミロは人々を啓蒙しようと、自分の体験やかいまみた未来の予言と警告を『異界見聞録』にまとめるが、『異界見聞録』は人々を惑わすものとして焚書に処された。人間の器や見識の狭さに失望したラミロは祖国を捨て、再びグラン・ロロに旅だった。
グラン・ロロに帰還したラミロは「異界王」を名乗り、いずれ人間へ復讐するという思いと怒りのままに、「知恵と武力は使い分けが肝要」と語り、6つの大陸を支配すべく侵略を開始。白の王と緑の姫の婚姻の日に武力で襲撃し二人を殺害し、その時初めて噂には聞いていた「コアの光主」であるガレットと会う。グラン・ロロの人々に知恵を与えたにも関わらず武力を使うこと・血を流すやり方は異界王が嫌う人間の在り方と変わらないことを非難され、人間を変えることが目的ならばまず異界王自身が変わるべきと、バトスピという象徴を用いた「知恵」による手段を提示したガレットを「未熟」と一蹴し彼の赤のシンボルを砕いて退けた。
しかし、ガレットが姿を消した後残ったカードを拾い上げて苦い表情をするなどガレットの言葉には思う所があった様子。その後グラン・ロロを支配した異界王は「全てはバトルスピリッツで決める」というルールを定め、あまり武力は用いないようになり、最期は異界と地球を支配しようとするも赤のコアの光主とバトルスピリッツで正々堂々と戦い敗れて死亡した。
死後その魂は地球とグラン・ロロの行く末を見守っており、モーブの出現後はヴィザルガの姿を取ってコアの光主であるガレットやヴァルトらに示唆を与えるべく接触している。
白の王
声 - 櫻井孝宏
古代のグラン・ロロにて白の大陸を治めていて白銀城城主であった男。一人称は「余」。民と語り合い民からも慕われる高潔な人物であり、「民と指導者が語り合い、お互い強い意志を育むことがグラン・ロロに広がっていく」ことを理想として、平和と秩序を保つのに武力を用いない方法を模索していた。
その理想に賛同した緑の姫と結婚することで協調の象徴として民に安心をもたらそうとしたが、婚礼の日に異界王が襲撃し死亡した。後に白の王の魂は、このことを「いかなる理想も武力の前には無力だった」と自嘲している。
異界王に敗れた後、白のシンボルを新たに引き継いだガレットの前に、精神世界にてその魂は白の王の姿を取って現れてバトル。時空を超えた白の王の魂は自分の先の転生の姿を見せながらガレットに導きと教訓を語り、覚悟を示したガレットを新たな白のコアの光主として認め「人類の変革」を託した。
白の王の魂としてガレットとのバトルでは、白の系統「武装」デッキを使用。切り札は「鉄騎皇イグドラシルX／終焉の騎神ラグナ・ロックX 」。
『ミラージュ』第1話配信日の翌日には、白の王が使用したデッキをモチーフにした「バトスピエントリーデッキ 白銀の記憶」が発売された。
百瀬 勇貴（ももせ　ゆうき）
白の王の魂が転生し、21世紀の地球にいた白のコアの光主の少年。
緑の姫が転生した妹「百瀬華実」のみを愛して彼女のために行動していたが、グラン・ロロの人々のために行動する赤のコアの光主の姿を見て、白のコアの光主に選ばれたことへの使命を自覚し、妹だけでなく同じように苦しむ人や愛し合う人たちがいる世界に目を向けるようになった。
「バトルスピリッツ サーガブレイヴ コレクターズBOX」特典小説『バトルスピリッツ 少年激覇ダン 第51話「暁闇」』では、異界王との戦い後、世界の影の権力者であるフィクサーと戦おうとしたが、飛行機事故に見せかけて暗殺されたと語られている。
ゾルダー・グレイヴ
百瀬勇貴が転生し、27世紀の地球にいた人類軍のカードバトラーを務めた男。異界魔族と戦い、数世紀続いた戦いの終結を見届けたが、その後も統一政府にて人類によるテロ組織への対応など平和のために戦っていた。
緑の姫
白の王の理想に賛同した「異界グラン・ロロ」緑の世界の姫。後に「百瀬華実」、27世紀では「フローラ・パフューム」へと転生した。
従者A、B
声 - 富士渕将行、柴野嵩大
白銀城にて白の王に仕える従者。『少年激覇ダン』に登場したランデルを彷彿とさせる風貌となっている。

### 未来の異界グラン・ロロ
『ミラージュ』で登場。時間を超えてグラン・ロロを旅し続けたガレットが最後にたどり着いた。
ゴッツレン
声 - 吉岡琳吾
青の世界出身で青肌の大男。ガレットと出会いバトルスピリッツを通じて彼と親友となる。ガレットの考えに賛同し行動を共にする。
モンザ
声 - 志賀克也
緑の世界出身で狐のような姿の男。熱い義侠心の持ち主で、「地球とグラン・ロロは表裏一体。地球の人々が自分達を必要とするなら黙ってはいられない」とガレットの考えに賛同し行動を共にしている。ガレットの考える計画を「グランリセット」という名前にすることをゴッツレン達と考えた。
マギサ
声 - ゆきのさつき
マザーコアの光主にして女神である存在。かつて、異界王の手で異界グラン・ロロと地球が一つになったときに地球の人々とグラン・ロロの人々がお互いを恐れ混乱が起きたため、地球とグラン・ロロを再分離して行き来できないようにゲートを閉じる選択をした。
旅を続けてきたガレットが最後にバトルする相手として対戦を申し込まれ、それを快諾。バトルの最中、ガレットがやろうとする「グランリセット」という計画を聞く。その計画に対する危惧を述べつつもガレットの考えを聞き、一人でやらず異界で得た仲間達と共に行動しマギサにも協力を求める彼の姿を見て、応じることを選んだ。

## 用語
異界グラン・ロロ
バトルスピリッツ 少年激覇ダン#グラン・ロロも参照。かつて地球とゲートを通じて繋がっていた異界であり、正確には地球もまた異界グラン・ロロの一部。かつては地球人が幾度も時空を超えてグラン・ロロを訪れていたが、未来ではゲートが閉じており、行き来は困難になっている。
白の世界
雪に覆われた寒冷の世界。白の王が城主である白銀城が聳え立つ。
赤の世界
マザーコア
異界グラン・ロロと地球の魂にして太陽。
コアの光主(ひかりぬし)
マザーコアに選ばれた人間で、バトルスピリッツにおける6色それぞれのシンボルに対応したシンボルを魂に宿す。マザーコアを守護する役目を持ち、その特殊能力でコアシステムに干渉することなどが可能。また【転醒】によってカードの色が変わると、コアの光主が持つシンボルの色も変化するため、1人1色というわけではない。コアの光主の出現は、時代が転換点に来ていることを意味する。
種族
人間(HUMAN)
異界魔族、モーブの起源である種族。
異界魔族(いかいまぞく)(DEMI-HUMANS)
かつて異界グラン・ロロに迷い込んだ人間が独自に進化した種族。地球に帰還して人間と長く争っていたが、戦争を経て統一政府の元で協調の道を歩んでいる。容姿としては耳がとがっていたり尻尾があったり角があったりと千差万別。寿命は人間よりはるかに長い。
モーブ(MAUVE)
人間と魔族に現れた紫の血を持つ存在。記憶力や計算など、頭脳に優れており、未来世界で全てを決める手段である「バトルスピリッツ」では無類の強さを誇る。しかしその発生理由は不明でありその頭脳もあって人々には恐れられ、安全が確認できるまでと言うことで「モーブ特別区」に隔離されてしまった。外見としては人間・魔族両方がある。頭脳に優れてはいるが、情緒面では普通の人間・魔族と何ら変わらない。
結果的に血を流さず公平に決める手段だった「バトルスピリッツで全てを決める」ルールは、モーブと人間・魔族のバトルでは「不公平」を意味しており、統一政府もモーブとのバトルではモーブを使ったり、バトルシミュレータを用いたりしている状態。
ついにはモーブとのバトルで一部の統一政府側が不正を行っており、モーブの指導者であるヴァルトはバトスピを捨てて優れた頭脳を武力に用いて「モーブ空中要塞」などを建造している。
制服を着ている学生以外は、認識服の着用が義務づけられている。
名前の由来は世界初の人工合成染料であるモーブから。
コアシステム
かつて異界グラン・ロロから地球にもたらされた技術であり、バトルスピリッツにも用いられるコアの力を用いたエネルギーシステム。クリーンエネルギーでもあり環境破壊とは無縁。
デバイス
31世紀の地球において流通している携帯用デバイス。通信や解析、ハッキングといった様々な機能が存在する他、デッキケースとしての役割も兼ねている。
異界見聞録(いかいけんぶんろく)
異界グラン・ロロについて異界王が著した書。この本が著された時代では「人々を惑わす悪書」として焚書の憂き目に遭ったが、異界グラン・ロロの存在が確認されて以降は再評価。異界王の予言も記されており、31世紀になっても研究は続いている。ヴィザルガ曰く、「異界王は魔族やモーブが出現する未来を予見したため、予言が記された」とのこと。
単なる本ではなく、一部の記述やページは神々の砲台や3種のカードを起動する特殊な力を備えている。
『赫盟のガレット』第1話から第4話までの冒頭に登場する異界見聞録の文章は、『少年激覇ダン』『ブレイヴ』『覇王』『ソードアイズ』のプロデューサーである若鍋竜太による直筆。
統一政府(とういつせいふ)
魔族と人間が共同で設立した政府。しかし、数世紀を経て人々のことを考える志を継いだ者達は政治闘争に敗れて追放され、モーブなど弱者は虐げられるなど腐敗した政策が通るようになっている。
モーブ特別区(とくべつく)
とある谷に築かれたモーブ居住区。モーブを研究する実験施設やモーブが通う学校・暮らすための施設が建ち並ぶ。しかし、モーブが特別区の外に出る許可をもらうことは難しい。
巨大な木があり、その根元にはコアシップ「麗しのソフィア号」の残骸が眠っている。ヴァルトによればそこに新たなコアシステムのヒントがあることを父ルシアンは気づいていたらしい。
モーブ空中要塞
モーブ特別区地下で、ヴァルト達の手で秘密裏に建造されていた要塞。コアシステムを用いた強大な攻撃力を有し、統一政府を牽制している。
2年後にはいくつもの空中要塞が建造されており、モーブ達は快進撃を続けている。
未開発エリア「バニラ」
廃棄されたコアシップなどが捨てられたエリア。いつしかわけありの人間や魔族が集うスラム街の無法地帯となっており、親がいない孤児も多い。
今ではモーブ特別区を脱走したモーブが最初に身を隠す場所にもなっている。
【転醒】(てんせい)
両面カード。条件を満たすことで裏側に裏返す。この効果を持つカードを使う場合、バトルスピリッツでは背面を隠す不透明スリーブの使用がほぼ必要になった。
劇中では両面ではなく、【転醒】の効果でカードが変化する様子が描かれている。非常に珍しいようで、【転醒】を目撃したモーブやブラントンらは、「初めて見る」と語ったりするなどその効果に驚いていた。また、この効果によってカードの色が変わると、コアの光主が持つシンボルの色も変化する。
3種のカード
各3枚ずつ存在する伝説のカード。アバレス・レヴォが集めた情報と「異界見聞録」にその情報と所在が記されていた。
3種のカードをそろえた上で異界見聞録第23章83節を唱えると、3種のカードが神々の砲台の場所を指し示す。更に、神々の砲台にて3種のカードの力により、「やがて帰る場所」である異界グラン・ロロに行くことが可能となる。
竜騎士ソーディアス・ドラグーン／龍騎皇ドラゴニック・アーサー
モーブを象徴するカード。アバレス・レヴォが発見した。後に3種のカードが結集し、ガレットの思いが加わったことで1枚のカードが「竜騎士ソーディアス・ドラグーン／竜騎士皇帝グラン・ドラゴニック・アーサー」に変化した。
シーズグローリー／天醒槍ロンゴ・ミニアス
人間を象徴するカード。人間専用区に保管されていた。
竜騎士アンブローズ／創界神マーリン
魔族を象徴するカード。バローネが治める島に保管されていた。
神々の砲台(かみがみのほうだい)
南極にある超古代文明の遺産。西暦2651年、優れたカードバトラーが特殊なカードと自身を用いてこの神々の砲台を起動させ、その力を持って地球規模の天変地異を引き起こす『地球リセット』を回避した。
集めた3種のカードが指し示した場所。

## スタッフ
- 原作 - 矢立肇
- 監督 - 渡辺正樹[67][68]
- 脚本 - 冨岡淳広[67][68]
- キャラクターデザイン - 稲吉智重[67][68]、稲吉朝子[67][68]
- スピリットデザイン - 石垣純哉[67][68]、今石進[67][68]、寺島慎也[67][68]、ヒラタリョウ[67][68]、森木靖泰[67][68]、丸山浩[67]（赫盟のガレット）、やまだたかひろ[67]（赫盟のガレット）
- メカニックデザイン - 西村聡[67][68]
- コンセプトデザイン - 石川てつや[69][68]
- プロップデザイン - ヒラタリョウ
- CGディレクター - 長崎晋平
- CGプロデューサー - 井上喜一郎
- 美術監督 - 中村典史[67][68]
- 色彩設計 - 柴田亜紀子[67][68]
- 撮影監督 - 貞松寿幸[67][68]
- 音楽 - 瀬川英史[67][68]
- 音楽制作 - サンライズミュージック
- 編集 - 渡辺直樹[68]
- 音響監督 - 藤野貞義[67][68]
- エグゼクティブプロデューサー - 尾崎雅之、金木勲（赫盟のガレット）、古澤圭亮（ミラージュ）
- プロデューサー - 森田真好
- 企画・制作 - BN Pictures[1][68]

## 主題歌
「BREAK THE CHAIN」
玉置成実による『赫盟のガレット』メインテーマソング。作詞・作曲・編曲は尾澤拓実。
「Open the GATE」
玉置成実ときただにひろしによる『ミラージュ』メインテーマソング。作詞：玉置成実、作曲：きただにひろし、編曲：ケンシロー

## 各話リスト
| バトルスピリッツ 赫盟のガレット | バトルスピリッツ 赫盟のガレット | バトルスピリッツ 赫盟のガレット | バトルスピリッツ 赫盟のガレット | バトルスピリッツ 赫盟のガレット | バトルスピリッツ 赫盟のガレット | バトルスピリッツ 赫盟のガレット     | バトルスピリッツ 赫盟のガレット | バトルスピリッツ 赫盟のガレット |
| 話数                            | サブタイトル                    | 脚本                            | 絵コンテ                        | 演出                            | 総作画監督                      | 作画監督                            | メカ作画監督                    | 配信日                          |
| ------------------------------- | ------------------------------- | ------------------------------- | ------------------------------- | ------------------------------- | ------------------------------- | ----------------------------------- | ------------------------------- | ------------------------------- |
| 1                               | 転醒                            | 冨岡淳広                        | 渡辺正樹                        | 渡辺正樹                        | -                               | 稲吉智重 稲吉朝子                   | 西村聡                          | 2020年 8月28日                  |
| 2                               | 決意                            | 冨岡淳広                        | 渡辺正樹                        | 齋藤昭裕                        | 稲吉智重 稲吉朝子               | 石田智子 西島加奈                   | 西村聡                          | 9月25日                         |
| 3                               | 始動                            | 冨岡淳広                        | 渡辺正樹                        | 榎本守                          | 稲吉智重 稲吉朝子               | 稲吉智重 稲吉朝子 鈴木幸江 石田智子 | 西村聡                          | 11月27日                        |
| 4                               | 牙城                            | 冨岡淳広                        | 渡辺正樹                        | 齋藤昭裕                        | 稲吉智重 稲吉朝子               | 石田智子 和田伸一                   | 西村聡                          | 2021年 2月5日                   |
| 5                               | 智恵                            | 冨岡淳広                        | 渡辺正樹                        | 渡辺正樹                        | 稲吉智重 稲吉朝子               | 稲吉智重 稲吉朝子 石田智子          | 西村聡                          | 4月23日                         |

| バトルスピリッツ ミラージュ | バトルスピリッツ ミラージュ | バトルスピリッツ ミラージュ | バトルスピリッツ ミラージュ | バトルスピリッツ ミラージュ | バトルスピリッツ ミラージュ | バトルスピリッツ ミラージュ                                                                                            | バトルスピリッツ ミラージュ | バトルスピリッツ ミラージュ |
| 話数                        | サブタイトル                | 脚本                        | 絵コンテ                    | 演出                        | 総作画監督                  | 作画監督 | メカ作画監督                | 配信・放送日                |
| --------------------------- | --------------------------- | --------------------------- | --------------------------- | --------------------------- | --------------------------- | --- | --------------------------- | --------------------------- |
| 1                           | 継承                        | 冨岡淳広                    | 渡辺正樹                    | 齋藤昭裕                    | -                           | 稲吉智重 稲吉朝子 | 西村聡                      | 2021年 10月29日             |
| 2                           | 劫火                        | 冨岡淳広                    | 渡辺正樹                    | 石井章詠                    | 稲吉智重 稲吉朝子           | 鈴木幸江 工藤裕加 | 西村聡                      | 2022年 1月28日              |
| 3                           | 帰還                        | 冨岡淳広                    | 渡辺正樹                    | 齋藤昭裕                    | 稲吉智重 稲吉朝子           | 西島加奈 見嶋梨香 小沢久美子 高崎美里 小林利充 西村聡                                                                  | 西村聡                      | 3月24日                     |
| 4                           | 世界                        | 冨岡淳広                    | 渡辺正樹                    | 渡辺正樹 齋藤昭裕           | 稲吉智重 稲吉朝子           | 工藤裕加 川崎玲奈 新田綾子 見嶋梨香 小林利充 小沢久美子 高崎美里 小林理 西島加奈 鈴木幸江 石川てつや 稲吉智重 稲吉朝子 | 西村聡                      | 3月31日                     |